# Official Monster Raving Loony Party
 (mai 2013).
Si vous disposez d'ouvrages ou d'articles de référence ou si vous connaissez des sites web de qualité traitant du thème abordé ici, merci de compléter l'article en donnant les références utiles à sa vérifiabilité et en les liant à la section « Notes et références ».
 (mai 2013).
Le contenu est difficilement compréhensible vu les erreurs de traduction, qui sont peut-être dues à l'utilisation d'un logiciel de traduction automatique.
L'Official Monster Raving Loony Party (Parti officiel fou-dingue monstrueux) est un parti politique reconnu au Royaume-Uni, fondé en 1983 par le musicien et politicien David Sutch (1940–1999), aussi connu sous le nom de « Screaming Lord Sutch, troisième comte de Harrow » ou simplement Screaming Lord Sutch. Il est connu pour ses idées politiques volontairement étranges, et sa vocation est en effet de faire une satire de la politique anglaise.

## Histoire
Depuis 1963, David Sutch, à la tête du groupe de musique Screaming Lord Sutch and the Savages, s'est présenté aux élections législatives anglaises, sous différents noms de parti, principalement en tant que National Teenage Party (Parti national des adolescents). À cette époque, l'âge légal pour voter était de 21 ans. Le nom du parti visait à mettre en valeur ce que Sutch et d'autres percevaient comme une hypocrisie, étant donné que les adolescents n'étaient pas en mesure de voter en raison de leur immaturité supposée, alors que les adultes dirigeant le pays étaient en prise avec des scandales tels que l'affaire Profumo.
Après avoir reçu une balle lors d'une tentative d’agression alors qu'il habitait aux États-Unis, Sutch rentra en Angleterre pour y faire de la politique durant les années 1980. Le nom de « Raving Loony » est utilisé pour la première fois à l'élection partielle de Bermondsey de 1983.
Un concept similaire était apparu auparavant dans le sketch Election Night Special dans le Monty Python's Flying Circus, dans lequel les partis « Fou » (Silly), « Rationnel » (Sensible), et le « Légèrement fou » s'affrontent (avec le « Très fou » parti indépendant pour diviser les votes), et aussi dans une parodie similaire des Goodies (série comique diffusée par BBC 2 dans les années 1970, dans laquelle Graeme Garden était un « Timbré de la science »). Il y a aussi eu un candidat « Timbré de science-fiction » en course dans l'élection partielle de 1976 de Cambridge.
Deux autres hommes jouèrent un rôle important dans la création de l'OMRLP. John Desmond Dougrez-Lewis était en lice à l'élection partielle de Crosby de 1981 (remportée par la cofondatrice du Parti social-démocrate Shirley Williams). Dougrez-Lewis était en lice à l'élection partielle sous le nom de « Tarquin Fin-tim-lin-bin-whin-bim-lim-bus-stop-F'tang-F'tang-Olé-Biscuitbarrel », repris du sketch des Monty Python. Il avait officiellement changé son nom, John Desmond Lewis, en l'honneur de la Cambridge University Raving Loony Society (CURLS). CURLS était un « parti anti-politique » et une association caritative de levée de fonds, créée principalement pour être une contre-réponse comique à la vie politique de plus en plus marquée sur le campus, et ses membres étaient à l'origine de nombreuses farces. Leurs équivalents à l'Université d'Oxford étaient les « Oxford Raving Lunatics ». Dougrez-Lewis devint l'acolyte de Sutch à la célèbre élection partielle de Bermondsey de 1983, lors de laquelle la bannière de l'OMRLP fut officiellement déroulée pour la première fois. Retrouvant son nom original, Dougrez-Lewis se présenta comme candidat du nouveau parti à Cambridge aux élections générales de 1983,.
Le deuxième important pionnier était le commander Bill Boaks (en), un héros de la Seconde Guerre mondiale qui participa au sabotage du Bismarck. Boaks fit campagne et se présenta aux élections pendant plus de trente ans, avec des fonds limités, toujours sur le thème de la sécurité routière. Boaks influença la ligne de Sutch comme meneur anti-politique : « C'est ceux qui ne votent pas que vous voulez réellement, parce que ce sont ceux qui réfléchissent ». Comprenant que la hausse du trafic routier et du nombre de routes allait poser problème, Boaks se focalisa sur la question de la sécurité routière avec des campagnes osées et une variété de tactiques, tels la citation directe de personnalités qui échappaient aux jugements pour conduite en état d'ivresse. Il monta une campagne fructueuse avec Sutch et d'autres pour rendre piétonne la rue londonienne de Carnaby Street. Lors de sa convalescence après avoir été renversé par une moto, Boaks assista Sutch à Bermondsey en 1983 pour vérifier le décompte des votes (counting agent (en)). Sa potentielle candidature, sous étiquette OMRLP, pour les élections générales de 1983, dans la circonscription d'origine de Sutch et Boarks à Streatham, fut évoquée, mais ne se réalisa jamais, probablement à cause de son infirmité croissante. Quand ses prévisions sur les décès infantiles inutiles, la pollution et les embouteillages furent avérées, Boaks était déjà décédé, ayant succombé à des douleurs à la tête à la sortie d'un bus.

### Résultats électoraux
En 1987, l'OMRPL gagna son premier siège au conseil municipal d'Ashburton, dans le Devon, quand Alan "Howling Laud" Hope fut élu sans autre candidat. Il devint alors maire adjoint, puis maire d'Ashburton en 1998 (principalement opposé aux membres locaux du Parti conservateur, qui ne lui ont jamais pardonné d'être devenu membre de l'OMRLP), jusqu'à ce qu'il déménage dans le Hampshire après la mort de Sutch. Pendant plus de dix ans, son hôtel, « The Golden Lion » (Le Lion d'Or) à Ashburton (appelé par certains membres du parti le « Mucky Mog »), était le quartier général du parti et le centre de conférence.
Le premier membre du parti à être élu dans une élection avec opposition fut Stuart Hughes, qui prit le siège « assuré » du Parti conservateur à Sidmouth Woolbrook dans le Conseil du District de East Devon en mai 1991. Il prit ensuite un siège au parti Conservateur au Conseil Municipal de Sidmouth le jour suivant. Son succès fut amèrement accueilli par les Conservateurs locaux. La réaction de Hughes fut d'essayer de leur rendre la vie difficile les trois années suivantes, en refusant de payer ses Community Charge (aussi connues sous le nom de Poll tax), puis en déversant l'équivalent de ses impayés en ferraille au beau milieu de la chambre du conseil quand il était menacé de poursuites légales.
Il forma aussi une alliance, connue sous le nom de « The Coastals » (Les Côtiers) (du fait des sièges qu'ils possédaient), avec les sans étiquettes et le seul conseiller du Parti vert, constituant la première réelle opposition aux Conservateurs de East Devon depuis des décennies (le LibDem et le Labour Party locaux étant négligeables).
Hughes maintint son siège avec une majorité croissante dans les élections suivantes, et l'humiliation finale pour les Conservateurs fut quand il prit le siège du Conseil du Comté du whip de la branche locale du parti. Hughes est encore membre de ces trois conseils actuellement, bien qu'il le fasse maintenant, ironiquement, en tant que Conservateur.
La meilleure organisation du Raving Loony Green Giant Party (en) (RLGGP) et son succès électoral fut une sonnette d'alarme pour le OMRLP. À une époque au début des années 1990 en Angleterre, il y avait seize conseillers élus portant la phrase « Raving Loony ». En Écosse, Mark Boyle remporta un siège au Conseil Communautaire (Community Council) de Johnstone, comme candidat lié à la fois à l'OMRLP et au RLGGP, car il n'acceptait pas la scission. (Hughes and Sutch trouvaient comique l'idée d'avoir un unique conseiller pour deux branches en désaccord, ce fut moins le cas pour Hope)[citation nécessaire]. À ce jour, deux conseillers sont devenus maires : Alan Hope à Ashburton, Devon et Chris "Screwy" Driver sur l'Île de Sheppey au Kent.
À l'élection partielle de Bootle en mai 1990, le candidat Loony (Sutch) récolta plus de voix que le candidat du Social Democratic Party. La lettre d'information de l'OMRLP de juin 1990, publiée par Alan Hope titrait « What's going on? » (Qu'est-ce qui se passe?) et Sutch était lui-même étonné par l'annonce des résultats, lorsqu'il fut interrogé par la BBC.
L'histoire fit la Une de nombreux journaux anglais, ironiquement, l'élection partielle n'avait quant à elle reçu qu'une mince couverture médiatique. Le peu d'intérêt des médias se concentra sur l'étrange querelle entre le Parti travailliste et le Loony. Les relations entre les membres des deux partis ne furent jamais bonnes, mais elles ont atteint leur plus bas niveau, quand un agent travailliste essaya de faire arrêter Sutch, pour violation d'une vieille loi électorale qui interdisait l'utilisation d'un Pub comme quartier général d'une campagne électorale. Cette loi fut retirée en 1987. Les tabloïds firent allusion au « Kinnock's Killjoys » (Les rabats-joie de Kinnock) pendant le reste de la campagne.
Le résultat sonna le glas pour les prolongations du Parti Social Démocrate (concentré autour de l'ancien secrétaire étranger du Parti travailliste et président du Parti Social Démocrate, David Owen), qui avait refusé la fusion du SDP avec les Libéraux pour former le LibDem. Tournant le couteau dans la plaie, Sutch proposa pour le geste de former une coalition avec eux, mais à la place, ils démantelèrent le parti, bien que, répétant à nouveau les événements de 1998 une semaine plus tard, des membres votèrent de maintenir le parti. Un an après la mort de Bootle, le SPD prétendument démantelé finit quatrième à Neath, reléguant l'OMRLP à la cinquième place, et existe toujours à ce jour.
Bien que le parti enregistrât de bien meilleurs scores, avant et après (notamment à Monmouth), Bootle est encore considéré par les Raving Lonies comme leur apogée, les moments bénis où ils étaient traités comme un parti politique sérieux, tout en étant un parti ridiculisant dans une large mesure le monde politique.
Sutch battit aussi un candidat unique du Plaid Cymru/Parti Vert lors de l'élection partielle acharnée de Monmouth en 1991, et battit presque le candidat en exercice du Parti Conservateur à l'élection partielle de 1995 à Islwyn par la suite, mais à ce stade, l'OMRLP était suffisamment organisé pour arriver fréquemment quatrième aux élections partielles en Angleterre et au pays de Galles.
Ce succès est certainement dû à John Tempest, un ancien attaché de presse du parti Libéral/Libéral Démocrate et agent de campagne (et cofondateur l'organisation caritative primée Bradford Soup Run charity pour les sans). Avec son ami activiste du OMRLP Willi Beckett (un des fondateurs du One-In-Twelve Club (en) à Bradford), ils changèrent la façon dont le parti affronte les élections. Dès le début, ils voulaient que le parti récolte les fruits de son statut non officiel de « parti de vote contestataire » du Royaume-Uni : dès lors des affiches, des autocollants pour voitures, et une série intarissable de blagues qui faisaient la Une des journaux fit que le parti gagna plus facilement en audience, mais assura une juste couverture par les journaux (trois émissions télévisées pour les élections partielles furent annulés, quand l'OMRLP eut recours à la loi pour les empêcher de faire des débats entre candidats desquels les Loonies étaient bannis). Le parti parvint même à s'attirer le support d'entreprises telles le fabricant des chips « Monster Munch » et de nourriture pour chien « Spillers », bien que ce soit pour railler la façon dont le Parti travailliste était devenu particulièrement sous Blair une marionnette des grands groupes industriels.
Tempest et Beckett rencontrèrent les mêmes problèmes avec la faction « Fun-da-Mental-ist », mais à ce moment-là, le parti avait de nouveaux membres, tels le futur secrétaire général Peter "T.C." Owen, pour qui l'objectif était de vaincre les autres partis, et ne voyait rien de drôle à finir dernier avec seulement quelques voix. Tempest était ironiquement aussi connu pour ne pas vraiment supporter les comiques (il y eut de nombreuses querelles entre lui et Hope). Ce n'est pas par hasard qu'à l'époque de Tempest et Beckett, d'autres partis « alternatifs », tels les Verts, le Front national britannique, le Parti national britannique, le UKIP retirèrent régulièrement leurs candidats après qu'un membre de l'OMRLP ait annoncé sa candidature, du fait de l'impact négatif sur le moral du parti qu'un score moins bon que celui du « Raving Loony » pouvait avoir.
Beckett dû arrêter ses activités au sein du Loony à cause de son état de santé, incitant à Tempest à mettre fin à son association au parti, du fait de son travail et son engagement pour le Soup Run, ainsi que du fait de son ras-le-bol en raison du manque de reconnaissance et des attaques de la faction « Fun-da-Mental-ist », qui se permettait de demander son aide pour se sortir d'un certain nombre de troubles, dont une difficile rancune électorale à Holmfirth entre Melodie Staniforth et Mike Madden de la section rivale du RLGGP au milieu des années 1990 (Madden finit par quitter la course électorale).

### Décès de Sutch et ses conséquences
Screaming Lord Sutch, dépressif depuis le décès de sa mère, Annie, en 1998, se donna la mort le 16 juin 1999.
La mort de Sutch entraîna une vague d'hommages de la part de l'ensemble de l'échiquier politique. Ils n'étaient cependant pas si élogieux, le plus dur émanant de Roseanna Cunningham, qui était alors députée de Perth  et chroniqueuse pour le Sunday Mail en Écosse. Cunningham prétendait que les journaux s'intéressaient plus à la mort d'une personne qui n'avait rien apporté à la politique ni à la société, tout en « ignorant » le décès de Basil Hume la même semaine (en réalité, la plupart des journaux avaient écrit une longue colonne en son honneur) qui avait eu plus d'influence selon elle. Cunningham avait été éclipsée par l'OMRLP le soir de sa victoire à l'élection partielle controversée de Perth & Kinross en 1995, du fait de la mort de Sir Nicholas Fairbairn. Un cafouillage entre les spin doctor du SNP à l'intérieur et à l'extérieur de l'Hôtel de ville de Perth et la BBC fit que les supporteurs nationalistes dans l'attente dehors applaudirent à la place Sutch, Boyle et Beckett cinq minutes lorsqu'ils sortirent de l'Hôtel de ville, laissant Cunningham à l'intérieur, pendant que l'OMRLP (et un ancien du Parti Libéral Démocrate Écossais) dirigeaient la foule qui chantait Spot the Loony (Trouvez le Loony) et Let's All Laugh At Labour (Rions du Parti Travailliste) (le Parti Travailliste avait dépensé une somme considérable, en vain, pour essayer de gagner le siège pour Douglas Alexander, l'assistant de Peter Mandelson à l'époque).
Des membres de l'OMRLP et du RLGGP, dont HUghes, qui apporta avec Freddie Zapp un immense bouquet en forme de rosace à l'éfigie de l'OMRLP, assistèrent aux funérailles de Sutch, organisées par Tempest. Ils constituèrent une compagnie plus disciplinée que la famille de Sutch et ses anciennes compagnes, qui se battaient entre elles devant le cercueil. Le commandement de l'OMRLP fut repris par Alan "Howling Laud" Hope et son feu chat, Catmando (tué en 2002), qui furent les vainqueurs associés de l'élection au sein du parti pour le remplacement de Sutch.
L'OMRLP présenta 15 candidats à l'élection générale de 2001, où ils obtinrent leur meilleur score à une élection générale à ce jour.

### Histoire récente
Une biographie de Stuch, The Man Who Was Screaming Lord Sutch (par Graham Sharpe) fut publiée en avril 2005, mais la description de ce qu'il reste du parti comme des « qui-veulent-être, des qui-ne-seront-jamais et des qui-diable-ne-devraient-jamais-être » n'était pas vraiment ce que le parti recherchait en pleine campagne électorale pour les élections générales, bien que l'effet que le livre eu sur les résultats aux élections soit discutable. (Ils eurent droit à un imposant article dans la section financière du Times à quelques jours du scrutin).
Le manifeste du parti, nommé le Manicfesto, pour l'élection générale de 2005 comportait leur inaltérable intérêt pour l'abolition de l'impôt sur le revenu, rappelant comme toujours qu'il avait uniquement vocation à être une mesure temporaire durant les guerres napoléoniennes. C'est un élément clef du programme depuis son manifeste d'origine, écrit par Pauline Read, l'agent de Sutch, en 1983. Un autre principe du parti a toujours été l'idée de « Mettre le Parlement sur des roues » (« Putting Parliament On Wheels »), qui était de faire siéger le parlement à travers le pays et non pas seulement à Londres, avec cette fois une insistance particulière sur le fait que cela supprimerait le besoin d'assemblées nationales/régionales.
Globalement, les résultats furent décevants pour l'OMRLP, après que son succès dans les élections générales précédentes ait montré que le parti avait une seconde vie après Sutch. La seule amélioration fut la hausse du nombre de voix pour Alan Hope à plus de 500 voix, mais tous les autres candidats subirent de profondes baisses, dont Owen, qui visait le siège de Wokingham pour la première fois, cédant plus de 300 votes en faveur du BNP. "Top Cat" Owen est le seul membre actuel de l'OMRLP à avoir récolté plus de 1000 voix (il récolta 2859 voix à l'Élection européenne de 1994), et sa perte de vitesse, malgré de bonnes élections locales auparavant, semble avoir mis fin aux derniers espoirs que le parti ait jamais eu de voir une caution remboursée (ce qui arrive si le candidat obtient plus de 5 % des votes).
Le parti rencontra des difficultés au niveau de sa branche de York, ce qui conduit à l'absence de candidat « officiel » pour la mairie de York, et donna plus de crédit aux détracteurs du parti à la suite du décès de Sutch, qui n'y voyaient plus qu'une coquille creuse médiatisée. Graham Cambridge, aussi connu sous le nom de Eddie Vee, l'ancien candidat sosie d'Elvis, voulut se présenter à nouveau, mais le secrétaire d'honneur John Morris et le trésorier de la branche Gareth Sheehan (aussi appelé « Spydaz »), votèrent en faveur de la candidature du renommé artiste alternatif Andy "Milladdio" Hinkles et demandèrent à Vee de se présenter dans une autre circonscription.
Spydaz était connu comme le « super-squatter » de York, en tant qu'activiste du York Peace Collective qui conduit une série de squats très médiatisés en 2003 et 2004, pour souligner la négligence de monuments classés (leurs caves étaient le cadre d'expositions d'Art).
Cependant, la réponse du parti fut la rapide expulsion de Morris et de Spydaz du parti, par le vice-chef du parti, Boney Maroney. Dans le journal Evening Press de York en date du 12 avril 2005, Maroney expliqua que c'était en raison de « la vente de produits à l'effigie du Loony à l'encontre des règles électorales ». Plus précisément, l'organisation financière de l'OMRLP était enregistré auprès de la Commission Électorale, dès lors, tout membre du parti prenant de l'argent au nom du parti enfreint la Political Parties, Elections and Referendums Act 2000 Part 2. Ainsi, la prétendue vente de produits par la Branche de York fourni un motif pour exclure la branche entière, sauf Vee, qui fut déclaré candidat « approuvé » pour York.
Vee ne réussit ensuite pas à rassembler la caution de 500 £ pour se présenter, mais la branche exclue avait quant à elle réuni la caution pour Hinkles, qui se présenta alors aux couleurs du York Integrity Party (bien que les bulletins de vote portaient la mention « Independent Hinklees »), qui fut versée dans les jours suivants la publication de l'Annonce d'Élection.
Morris, Hinkles et Spydaz offrirent une branche d'olivier au quartier général du parti, mais ne reçurent pas de réponse. Mais comme l'Alliance Socialiste (Socialist Alliance) et le Parti Vert se disputaient aussi le siège, tous les espoirs que Hinkles pouvait avoir de rassembler le vote « alternatif », du fait de son association avec Spydaz, s'effondrèrent, il rassembla à peine 100 voix.
Il y avait toutefois deux sources d'espoir. Pour la troisième élection consécutive, l'OMRLP vit ses candidats écartés des Élections Scolaires Factices dans l'émission Newsround diffusée par la Hansard Society/BBC TV, en parallèle des élections générales (le BNP subit le même sort), et le parti demanda aux écoliers de chiffonner leurs bulletins de vote en protestation ou de juste écrire « OMRLP » sur les bulletins de vote dans les écoles qui refusaient de faire marche arrière. Dans ce cadre, 102 candidat scolaires du Raving Loony se présentèrent, remportant 21 élections, et rassemblant suffisamment de voix dans deux circonscriptions parlementaires pour être déclarés « vainqueurs » du siège, les 2 se situant à Bristol East (l'ancien siège de Tony Benn) et la circonscription très Conservatrices de Chesham & Amersham, les deux n'ayant pas un passé marqué par l'OMRLP auparavant.
Le quartier général de l'OMRLP était à l'origine le (feu) Golden Lion Hotel à Ashburton, puis le pub Dog & Partridge à Yateley dans le Hampshire, mais ce dernier fut cédé peu après l'élection générale de 2005. Les lieux des conférences sont maintenant choisies à l'avance, la conférence de 2006 se tint à Torrington dans le Devon, et celle de 2007 à Jersey.
Bien qu'Alan Hope prit les commandes du parti après le décès de Sutch, la direction quotidienne du parti a toujours été prise en charge par d'autres membres du parti. Même dans les élections de comté, ses résultats, ses fonds, et son intérêt du public, semblent être en forte baisse, du fait du déplacement du « vote contestataire » en la faveur d'autres partis minoritaires ayant plus de membres, d'argent et une meilleure organisation.
Le financement du parti fut mis à mal le 26 septembre 2005, quand la Commission Électorale les força à rembourser une donation de 350 $ faite par un supporteur, de la Dépendance de la Couronne de l'Île de Man.
Le membre élu du parti était R. U. Seerius (anciennement Jon Brewer) sur les 11 membres du Conseil Paroissial de Sawley dans le South Derbyshire, arrivé au poste en 2005 sans concurrents. Il n'était plus membre du Conseil en mai 2007, car il fut absent à au moins 11 réunions obligatoires durant son mandat, du fait de sa maladie.
Le parti participa aux élections partielles de Bromley et Chislehurst et de Blaenau Gwent du 29 juin 2006. Et ce avec des résultats semblables aux élections partielles précédentes, probablement du fait du retour de Willi Beckett aux premiers rangs du parti. Tragiquement, il fut diagnostiqué d'un cancer en phase terminale, en octobre 2006, et en succomba le vendredi 2 mars 2007, moins d'un jour après avoir créé sa propre page MySpace. Plus tard, ses cendres furent utilisées pour fabriquer le vinyle de son single d'adieu.
En mars 2007, Melodie "Boney Maroney" Staniforth, vice-présidente du parti, quitta le parti, bien qu'elle se soit présentée aux élections de Kirklees en avril 2007 comme Loony. Le webmestre du site, Stuart "Parish Poisoner" Estell fit de même. D'après son interview du 29 mars 2007 pour le journal "Huddersfield Examiner", elle tenait les comptes du parti, s'occupait de la vente de produits dérivés et des lois électorales avec un peu d'aide, et elle finit par être exaspérée du manque de responsabilité de la direction du parti. Lorsqu'elle demanda à Hope de devenir Présidente du Parti, et elle Chef du Parti, Hope refusa, disant qu'il serait chef du parti jusqu'à sa mort.
Ironiquement, elle était le détracteur le plus virulent des factions Raving Loony Green Giant et Rock'n'Roll Loony, qui s'était écartées du parti principalement pour les mêmes raisons et l'approche plus organisée pour les élections et les finances de John Tempest. Elle fut ensuite candidate du Parti Blah!.
Hope se retira, dans un communiqué de presse disant, avec un peu d'ironie, que « bien que le départ soudain d'un des principaux membres du parti était un choc, le Parti Loony n'était pas qu'une personne et qu'il continuerait son existence malgré cela » et que « le parti ne reposera plus jamais sur une seule personne ».
L'OMRLP d'après Staniforth parvint à participer à deux élections partielles le 19 juillet 2007 à Sedgefield et à Ealing Southall, mais obtenant à nouveau des résultats dérisoires: Alan Hope obtint 129 votes (0,46 %) et John Cartwright 188 (0,51 %), battant les Démocrates Anglais, mais même derrière le dénommé Christian Party du Révérend George Hargreaves et David Braid,.
Reconnaissant la nécessité d'une réorganisation, Peter "T.C." Owen passa de la place de position honorifique de Party Chairman à celle de vice-président (devenant par la même le dirigeant au quotidien), et Anthony "The Jersey Flyer" Blyth (propriétaire de l'Ommaroo et membre de l'association Jersey Heritage) pris la place d'Owen. Pragmatique auto-proclamé, Owen vient de la partie du parti qui prenait toujours les campagnes électorales au sérieux et est un des quatre Raving Loonies à avoir réuni plus de 1000 voix à une élection.
Nick "The Flying Brick" Delves fut candidat à l'élection partielle de Crewe et Nantwich du 2 mai 2008. Il est le trésorier actuel du parti et a participé à plusieurs élections générales et élections locales pour l'OMRLP. Delves finit 7e sur 10 candidats, avec 236 voix (0,57 %), derrière le Parti Vert, le UKIP (dont le candidat était Mike Nattrass) et même les Démocrates Anglais. À l'annonce du résultat, les candidats devaient rester debout avec le contrôleur des élections sur la droite de l'estrage, et leurs agents devaient se tenir un peu plus loin sur la gauche. Cependant, Alan Hope et Nick Delves échangèrent leurs places afin que Hope soit le filmé comme le premier à serrer la main du vainqueur Conservateur.

## Sponsorisation en 2010 par William Hill
Pour l'élection générale de 2010, l'OMRLP utilisa le nom de Monster Raving Loony William Hill Party, ce que certains membres critiquèrent[citation nécessaire], comme John Cartwright, candidat Loony à Croydon déclarant que « Je ne suis et ne serai pas un mercenaire, ni une publicité, pour une entreprise le temps de la campagne ».

## Divisions
Comme tout parti, l'OMRLP subit longuement des divisions sur sa doctrine politique. Ici, la différence politique porte juste sur le niveau de dérision que le parti doit adopter. Nombreux sont ceux qui ont estimé que ces divisions étaient de légères tentatives de parodier les nombreuses divisions qui ont marqué la politique anglaise à la fin des années 1980 : dans l'élection partielle de Vauxhall en 1989 il y avait deux candidats des Verts, un du Parti vert de l'Angleterre et du pays de Galles et un autre d'une organisation nommée « Les Verts » (« The Greens »), et deux candidats du Front national britannique, sous les noms de « Third Way » et de « Flag », alors qu'au même moment les querelles continuaient entre les Démocrates libéraux et le Social Democratic Party, tous les deux dus à une fusion. Mais les dissidences était réelles, malgré l'allègre commentaire de Peter "Top Cat" Owen auprès de journalistes, selon lequel « les seuls splits [séparations] qui m'intéressent, sont ceux avec de la banane à l'intérieur » [référence à la banana split] (ce qui mena à l'adoption d'une banane gonflable lors des campagnes. Les tracts électoraux d'Owen sont aussi réputés pour leur insistance sur le « pragmatisme » de la philosophie politique).
Certains membres estiment que les activités de l'OMRLP existent uniquement pour le jeu (et un plaisir personnel ou une publicité pour des représentations de comiques), alors que d'autres voient le parti dans la même lignée que le magazine Private Eye ou des émissions telles le That Was The Week That Was ou Splitting Image, utilisant la satire pour évoquer sérieusement les problèmes actuels. Des tensions sont aussi dues au fait que la partie la plus sérieuse du parti avait réussi l'impossible, à savoir récolter un nombre non négligeable de voix, ce qui reléguait les Fun-da-Mental-ists au second plan[citation nécessaire].
Il y avait aussi des objections quant à la présence perpétuelle de proxénètes et d'une célébrité de second plan, Cynthia Payne, une amie de Sutch, qui était présente sur de nombreuses photos de groupe du parti, mais qui restait membre du parti rival, le parti Rainbow Alliance (aussi appelé le Captain Rainbow's Universal Abolish Parliament Party), de George Weiss (un ami de Ian Dury et de Peter Cook). La controverse culmina après que Weiss ait été inculpé pour possession d'héroïne (News of the World paya une demande de dommages et intérêts de l'OMRLP, pour avoir dit hors du tribunal que Weiss était un membre du parti).
Du fait de sa santé, Lord Sutch se consacra moins au parti. Sa dernière campagne fut à Winchester après qu'une élection partielle ait été organisée, à la suite d'un nul dans une élection générale où seuls 2 voix séparaient les Conservateurs et le LibDem. Aidé par son directeur de campagne et agent électoral, Peter "Uncle Belly" Byford, le parti gagna 316 voix.

### Ruptures
En 1989, Stuart Hughes, avec Danny Bamford (ensuite appelé Danny Blue), Roly Gillard, Melvyn Hartshorne, l'investisseur Mike Madden et l'élagueur Stuart Greenwood, créèrent la scission du Raving Loony Green Giant Party (RLGGP), notamment du fait de querelles personnelles entre Alan Hope et d'autres Fun-da-Mental-ists. Le coup ultime vint avec le comportement de ce dernier (et de Sutch) durant une marche sur les Îles Scilly, pour une organisation caritative sur le cancer infantile, CLIC (maintenant CLIC Sargent à la suite d'une fusion), durant laquelle ils n'ont été présents qu'au début et à l'arrivée pour les médias, alors que Hughes et d'autres participèrent à l'ensemble de l'événement.
L'élection de 2001 fut suivie d'une série désastreuse d'élections partielles et de davantage de ruptures. Le Conseiller Municipal Chris Diver forma le Rock 'n' Roll Loony Party (RRLP) avec Mad Mike Young et d'autres membres mécontents de la direction d'Alan Hope, dans une malheureuse répétition des événements entourant la rupture de l'OMRLP/RLGGP une décennie auparavant. On peut noter que Roly Gillard, qui avait rejoint les rangs de l'OMRLP à la suite de la disparition du RLGGP, fut aussi de cette rupture.
Cette scission fut cependant bien moins longue que celle du RLGGP. À l'image de ce qui se arriva à Stuart Hughes et au RLGGP, les bons résultats électoraux du parti entraînèrent la chute du nouveau parti. L'élection de Chris Driver au rôle de Maire de Queenborough pour le mandat de 2002-2003 fit que ce dernier ne put plus se consacrer à plein temps à la gestion du parti, menant à un arrêt des activités du parti. Le parti cessa alors d'exister en 2004, et la majorité de ses membres rejoignirent l'OMRLP. Gillard mit quant à lui un terme à sa carrière politique en 2002, à la suite du suicide de sa femme.

## Membres
Le relevé de compte de la période allant du 21 décembre 2008 indique 1354 membres, soit 173 membre payant la cotisation et 1181 « membres à vie ne payant pas de cotisation ». L'inscription annuelle coûte 9,99 £, bien qu'une inscription à 19,99 £ incluant un T-shirt est aussi proposée.

### Non-membres se réclamant du parti
Le parti dû faire face à de nombreuses personnes qui se réclamaient du parti, sans en être membre, ce qui mena le parti à avoir recours à la loi.
Feu Patrick Moore, présentateur de télévision, astronome amateur anglais, était le comptable du parti pour peu de temps. Il déclara que l'OMRLP « […] avait l'avantage par rapport aux autres partis de savoir qu'ils étaient dingues ».
Hugh Reed and the Velvet Underpants, un groupe à peine connu en dehors de milieu universitaire écossais, publia le morceau Vote Monster Raving Looney en 1992. Ils n'avaient cependant aucun lien avec l'OMRLP (en témoigne la graphie différente de « Loony ») et fut écarté par un communiqué de presse de John Tempest. Le groupe s'engagea alors dans une levée de fonds pour le groupe ultra-nationaliste écossais Siol nan Gaidheal (qui fut exclu du Scottish National Party en 1982).

## Ligne politique et stratégie électorale
L'OMRLP se distingue par un manifeste délibérément étrange, qui compte des idées qui semblent impossibles ou absurdes à mettre en place, généralement pour souligner ce qu'ils voient comme des absurdités de la vie de tous les jours.
Malgré sa nature satirique, plusieurs éléments de leur programme passèrent dans la loi, tels le droit de vote à 18 ans, le passeport pour animaux, les pubs ouverts toute la journée. De même, le tollé à la suite du passage de Alan Hope dans l'émission d'actualité Nationwide de la BBC après son élection, durant laquelle il fait allusion à des surplus de lait et de beurre déversés sous l'égide de la Communauté européenne dans des puits de mine abandonnés pour garantir les prix, ce que les médias du jour n'avaient pas mentionné, entraîna la distribution de ces surplus aux plus défavorisés et à des organisations caritatives.
Les Loonies présentaient autant de candidats que possible aux élections générales, dont certains (mais pas tous) se présentaient sous des noms ridicules qu'ils avait pris officiellement. Sutch se présenta même contre les trois dirigeants des trois partis dominants (John Major, Neil Kinnock et Paddy Ashdown) dans l'élection générale de 1992. Les candidats aux législatives doivent payer leur caution eux-mêmes (cette dernière s'élève actuellement à 500 £) et assumer leurs frais de campagne. Aucun candidat de l'OMRLP ne parvint à atteindre les 5 % de scrutin nécessaires pour se voir rembourser la caution, mais cela ne les empêcha pas de se présenter. Sutch s'en approcha le plus avec 4,1 % et plus de mille voix à l'élection partielle de Rotherham en 1994 et Stuart Hughes détient toujours le record du nombre de voix pour une élection parlementaire, 1442 voix à l'élection générale de 1992 pour le siège de Honiton dans le East Devon. Le meilleur score jamais obtenu fut par le comédien Danny Bamford, aussi appelé Danny Blue, qui reçut 3339 voix à l'Élection Européenne de 1994 sous le pseudonyme de « John Mayor ». Bamford fut aussi un agent de campagne pour le parti rival Corrective Party de Lindi St Clair et était un proche associé de Stuart Hughes.
Au moment du référendum britannique sur le mode de scrutin de 2011, le parti adopta une position équivoque, demandant à ses membres de voter, le 8 mai 2011, « comme bon leur semble ».